# Colonia los Ángeles, Guanajuato
Colonia los Ángeles är en ort i Mexiko.   Den ligger i kommunen Abasolo och delstaten Guanajuato, i den centrala delen av landet, 290 km nordväst om huvudstaden Mexico City. Colonia los Ángeles ligger 1 696 meter över havet och antalet invånare är 385.
Terrängen runt Colonia los Ángeles är platt åt sydväst, men åt nordost är den kuperad. Runt Colonia los Ángeles är det ganska tätbefolkat, med 108 invånare per kvadratkilometer. Närmaste större samhälle är Abasolo, 17,7 km söder om Colonia los Ángeles. Trakten runt Colonia los Ángeles består till största delen av jordbruksmark.